# Medeamaterial
Medeamaterial es una ópera en alemán con música de Pascal Dusapin sobre textos de Heiner Müller. La obra se estrenó el 13 de marzo de 1992 en Bruselas en el Teatro Real de la Moneda.

## Historia
Medeamaterial es una visión del mito de Medea escrito por el poeta alemán Heiner Müller en la modernidad de la República Democrática Alemana y de la aspiración de la joven generación a pasar a Occidente. La obra se estrenó el 13 de marzo de 1992 en Bruselas en el Teatro Real de la Moneda bajo la dirección de Philippe Herreweghe con puesta en escena de Jacques Delcuvellerie con Hilde Heiland (soprano), Michele Patzakis, Zofia Kilanowicz, Marie-Noëlle de Callatay, Ralf Popken acompañados por el Collegium Vocale de Gante y la orquesta de La Chapelle Royale.
En 2007, la coreógrafa alemana Sasha Waltz creó una versión para danza contemporánea de Medeamaterial para el Gran Teatro de Luxemburgo.
En las estadísticas de Operabase aparece con sólo 7 representaciones en el período 2005-2010, pero siendo la primera de Dusapin.

## Discografía
- Medeamaterial por Hilde Heiland y la Orquesta de la Chapelle Royale bajo la dirección de Philippe Herreweghe en Harmonia mundi, 1998.